# Linchpin: Special Australian Tour
Linchpin (Special Australian Tour), es un EP de la banda de metal industrial Fear Factory. Publicado para coincidir con la fecha de la gira australiana Can't Take Me Apart.

## Lista de canciones
| N.º | Título                                                             | Duración |  |
| 1.  | «Frequency» (mezclado por Dino Cazares y Mike Plotnikoff)          | 3:02     |  |
| 2.  | «Linchpin» (mezclado por Fear Factory y Mike Plotnikoff)           | 3:24     |  |
| 3.  | «Machine Debaser» (mezclado por Greg Reely)                        | 4:16     |  |
| 4.  | «Demolition Racer» (mezclado por Greg Reely)                       | 0:51     |  |
| 5.  | «Invisible Wounds (The Suture Mix)» (mezclado por Mike Plotnikoff) | 3:36     |  |
| 6.  | «Replica (en vivo)» (mezclado por John Aguto y Thom Panunzio)      | 4:00     |  |
| 7.  | «Edgecrusher (en vivo)» (grabado y mezclado por Chris Thompson)    | 3:44     |  |

- 1. "Frequency" Originalmente grabado para su uso en el videojuego "Frequency". Inédito en CD.
- 2. "Linchpin" Tomado del álbum Digimortal.
- 3. "Machine Debaser" Mezclado en junio de 1999. Originalmente grabado para su uso en el videojuego "Demolition Racer". Inédito en CD.
- 4. "Demolition Racer" Mezclado en junio de 1999. Originalmente grabado para su uso en el videojuego "Demolition Racer". Inédito en CD.
- 5. "Invisible Wounds (The Suture Mix)" Inédito.
- 6. "Replica (en vivo) Grabado en el Desert Sky Pavilion, Phoenix, Arizona, el 25 de octubre de 1996. Tomado del álbum Ozzfest - Second Stage Live.
- 7. "Edgecrusher (en vivo)" Una grabación en vivo de Triple J. Grabado en el Palace, St. Kilda, Melbourne, Australia, el 26 de febrero de 1999 por ABC mobile studio. Inédito.

## Lista de videos
| N.º | Título                                        | Duración |  |
| 1.  | «Linchpin» (video editado por Thomas Mignone) | 3:34     |  |
| 2.  | «Historia»                                    | 5:04     |  |
| 3.  | «La Banda»                                    | 7:26     |  |
| 4.  | «Digimortal»                                  | 5:04     |  |
| 5.  | «Digimortal 2»                                | 4:04     |  |

- 2-5 "La creación de Digimortal" Dirigido por Doug Spangenberg. Producido por For High Roller Video – Ashley Gasper.[2]

## Personal
- Burton C. Bell - voz
- Dino Cazares - guitarra
- Christian Olde Wolbers - bajo
- Raymond Herrera - batería
- Rhys Fulber - teclados